# Tyrone Corbin
Tyrone Kennedy Corbin (* 31. Dezember 1962 in Columbia, South Carolina) ist ein US-amerikanischer Basketballtrainer und ehemaliger -spieler. Zwischen 1985 und 2001 war Corbin für neun verschiedene Mannschaften in der National Basketball Association tätig. Von Februar 2011 bis April 2014 war er Trainer der Utah Jazz. Zwischen Dezember 2014 und April 2015 trainierte Corbin die Sacramento Kings. Heute arbeitet Corbin als Assistenztrainer für die Orlando Magic.

## Karriere als Spieler
Nach seinem Abschluss an der DePaul University in Chicago wurde Corbin im NBA-Draft 1985 in der zweiten Draftrunde von den San Antonio Spurs ausgewählt. Nach einer unauffälligen Rookie-Saison steigerte sich Corbin im folgenden Jahr und erzielte neun Punkte pro Spiel, ehe er mitten in der Saison zu den Cleveland Cavaliers transferiert wurde. Nach einem Zwischenstopp bei den Phoenix Suns wurde er 1989 beim Expansion Draft von den neugegründeten Minnesota Timberwolves verpflichtet. Bei den schwachen Timberwolves entwickelte Corbin sich zum Schlüsselspieler und hatte dort, statistisch gesehen, die beste Zeit seiner Karriere. Während der Saison 1990–91 erzielte Corbin durchschnittlich 18,0 Punkte, 7,2 Rebounds, 4,2 Assists und 2 Steals pro Spiel. Am 2. Januar 1991 gelang Corbin mit 10 Punkten, 13 Rebounds und 10 Assists gegen die Dallas Mavericks das erste Triple-Double der Timberwolves-Geschichte.
Während der Saison 1991–92 wurde Corbin im Austausch für Thurl Bailey zu den Utah Jazz transferiert. 1992 und 1994 gelang es Corbin und den Jazz, bis ins Western-Conference-Finale vorzustoßen. In drei Jahren bei den Jazz brachte es Corbin auf 9,6 Punkte und 6,2 Rebounds in 233 Spielen. 1994 folgte ein Transfer zu den Atlanta Hawks. Nachdem Corbin in der Saison 1995–96 für die Miami Heat und die Sacramento Kings gespielt hatte, wechselte er 1996 wieder zurück zu den Hawks, bei denen er bis 1999 aktiv war. Die letzten Jahre seiner Karriere spielte Corbin schließlich nochmal in Sacramento und bei den Toronto Raptors.

## Karriere als Trainer
Nach seinem Rücktritt arbeitete Corbin zwei Jahre als Spieler-Mentor bei den Charleston Lowgators in der Entwicklungsliga NBDL. Während der Saison 2003–04 wurde Corbin von Scott Layden, dem Manager der New York Knicks, ins Management der Knicks geholt. 2004 engagierten die Utah Jazz ihn als Co-Trainer. In Salt Lake City arbeitete Corbin sieben Jahre in dieser Funktion, ehe Trainer Jerry Sloan im Februar 2011 nach 23 Jahren zurücktrat. Die Jazz ernannten Corbin daraufhin zu seinem Nachfolger. Corbin erreichte 2012 mit Utah die Playoffs, schied jedoch in der ersten Runde aus. Nach einer schwachen Saison 2013/2014, welche die Jazz auf dem letzten Platz der Western Conference beendeten, wurde Corbins Vertrag von den Jazz nicht mehr verlängert.
2014 wurde er Assistenztrainer bei den Sacramento Kings. Nach wenigen Wochen beerbte Corbin Mike Malone und übernahm das Kings-Team als Trainer. Jedoch stellte sich unter Corbin kein sportlicher Erfolg ein und er wurde nach einer Bilanz von 7 Siegen und 21 Niederlagen durch George Karl abgelöst.
2016 wurde Corbin Assistenztrainer unter Earl Watson bei den Phoenix Suns. 2018 wurde er in gleicher Position bei den Orlando Magic unter Steve Clifford angestellt.

## Persönliches
Corbin ist verheiratet und hat mit seiner Frau Dante zwei Kinder.